# Typhaeola maculata
Typhaeola maculata é uma espécie de insetos coleópteros polífagos pertencente à família Mycetophagidae.
A autoridade científica da espécie é Perris, tendo sido descrita no ano de 1865.
Trata-se de uma espécie presente no território português.